# Polito Rodríguez Méndez
Polito Rodríguez Méndez (13 de agosto de 1967, Santa Bárbara, Barinas) es un Obispo Católico, nacido en Santa Bárbara (Barinas), Venezuela. Es actualmente el IV Arzobispo de la Arquidiócesis de Barquisimeto

## Biografía
Nació en la Población de Santa Bárbara (Barinas) el 13 de agosto de 1967, llanero de nacimiento. Sus padres Juan Rodríguez y Paula Méndez.

### Estudios y títulos obtenidos
- Licenciado en Filosofía, Universidad Católica Santa Rosa en Caracas.
- Baccalaureatum en teología, Universidad Javeriana de Bogotá. en Bogotá.
- Licenciado en Teología, Universidad Católica Santa Rosa en Caracas.
- Diplomado en Formación sacerdotal, Instituto Universitario Santo Tomas de Aquino de San Cristóbal de Venezuela
- Licenciado en teología Moral, Universidad de la Santa Cruz en Roma. Magna cum laude
- Maestría en Docencia Universitaria, Universidad Fermín Toro en Barquisimeto
- Doctorado en Ciencia de la Educación, Universidad Fermín Toro en Barquisimeto
- Maestría en Teología Pastoral Universidad Católica Andrés Bello, UCAB. Caracas
- Licenciatura en Teología Pastoral Universidad Pontificia Salesiana de Roma.

### Sacerdote
Recibió la ordenación sacerdotal el 31 de julio de 1999, en la Parroquia Nuestra Señora del Rosario Cuatricentenaria en la Ciudad de Barinas, por manos del Excmo. Mons. Antonio José López Castillo, en ese momento II obispo de Barinas.

#### Cargos
- Vicario cooperador en la Parroquia Santo Domingo de Guzmán, Ciudad Bolivia - Pedraza.
- Párroco en San Miguel Arcángel, el Cantón y Nuestra Señora del Carmen en Punta de Piedra.
- Párroco en Nuestra Señora del Rosario, Cuatricentenaria de Barinas.
- Párroco en Santo Domingo de Guzmán, Ciudad Bolivia - Pedraza.
- Párroco en Nuestra Señora del Pilar de Santiago y Zaragoza (Catedral de Barinas por dos oportunidades).
- Director de la Pastoral Juvenil de la diócesis.
- Director de la Pastoral Vocacional.
- Vicario para la Pastoral.
- Rector del Seminario Diocesano Ntra. Sra. del Pilar de Barinas.
- Subsecretario de la Conferencia Episcopal Venezolana.
- Director del Instituto Nacional de Pastoral (INPAS).
- Profesor de Teología Moral y antropología Filosófica en el Seminario Ntra. Sra. del Pilar de Barinas.
- Miembro del Consejo Presbiteral.
- Miembro del Consejo de Consultores.
- Director espiritual externo del Propedéutico en el Seminario Nuestra Señora del Pilar.

## Episcopado

### Obispo de San Carlos de Venezuela
El Papa Francisco lo nombró IV obispo de la vacante diócesis de San Carlos de Venezuela el 8 de abril de 2016 Siendo el Subsecretario de la Conferencia Episcopal Venezolana
Fue ordenado obispo el 18 de junio de 2016, por Mons. José Luis Azuaje Ayala. En la población de Ciudad Bolivia, más conocida como Pedraza Nueva en el Estado Barinas donde ejerció su primera labor pastoral como vicario cooperador y de la cual fue párroco.
El 25 de junio de 2016 en San Carlos toma posesión de la diócesis. 

### Arzobispo de Barquisimeto
El 28 de junio de 2024, el Papa Francisco lo nombró Arzobispo metropolitano de la arquidiócesis de Barquisimeto, tras cuatro años en periodo de Sede vacante.